# Thor Hushovd

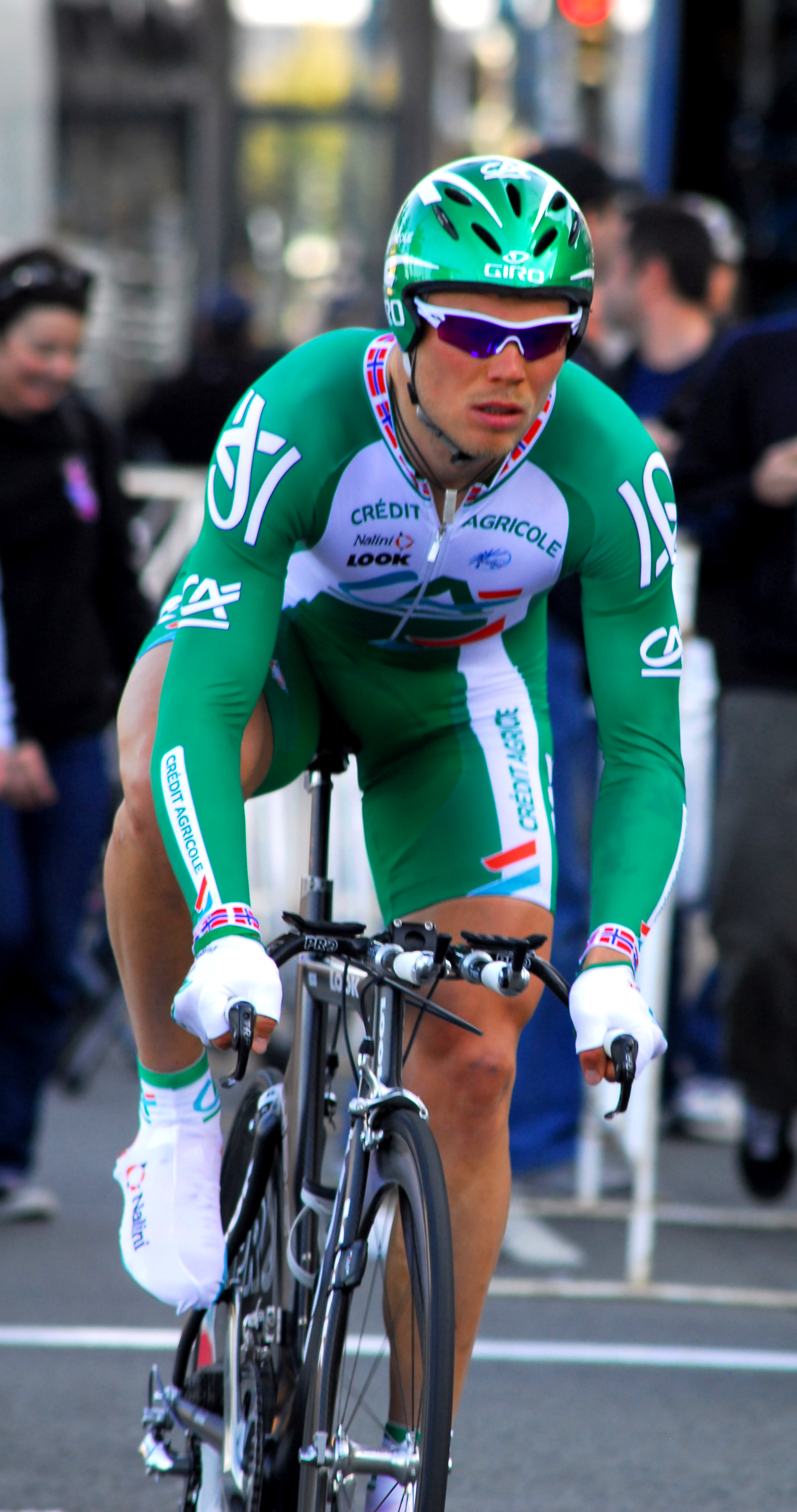
Thor Hushovd, Tour of California 2007.

Thor Hushovd, född 18 januari 1978 i Grimstad, är en norsk professionell cyklist, tävlande för BMC Racing Team. Föräldrarna heter Per Hushovd och Unni Hushovd.
Thor Hushovd blev U23-världsmästare i tempolopp 1998 och landsvägsvärldsmästare 2010. Han är också en tidigare norsk tempoloppsmästare och landsvägsmästare, och han är den första norrmannen att ha burit den gula ledartröjan på Tour de France. Under säsongen 2006 vann han Gent-Wevelgem. Hushovd är mest känd som spurtare men har senare i karriären blivit en mer allsidig cyklist.
Hushovd började köra för det franska UCI ProTour-stallet Crédit Agricole sedan säsongen 2000. När det franska stallet lade ned efter säsongen 2008 valde norrmannen att tävla för Cervélo TestTeam, vilka inför säsongen 2011 blev Garmin-Cervelo.

## Karriär
Thor Hushovd blev proffs 2000 med det franska stallet Crédit Agricole efter stora framgångar som junior. Bland annat vann han U23-världsmästerskapes tempolopp 1998. Han vann också U23-varianterna av Paris-Roubaix och Paris-Tours.
Under säsongen 2001 vann han Postgirot Open och Normandiet runt.
Hushovd debuterade i Tour de France 2001, och var med i det segrande laget på lagtempoetappen. 2002 vann han den 18:e etappen av Tour de France. Under Tour de France 2004 vann han den 8:e etappen, och fick köra med den gula ledartröjan efter den andra etappen.
Hushovd var norsk tempomästare under säsongerna 2004 och 2005 och norsk linjeloppsmästare 2004.
I Tour de France 2005 vann han den gröna poängtröjan. Han erövrade tröjan på den 12:e etappen och fick köra med den på de sista 8 etapperna. Han vann också poängtröjan i Tour de France 2009.
Thor Hushovd vann Gent-Wevelgem under säsongen 2006, en tävling som han vann framför David Kopp och Alessandro Petacchi.
I Tour de France 2006 vann Hushovd prologen och fick därmed köra i den gula ledartröjan under den första etappen. Vid målgången på den första etappen föll han och fick sys i armen, men han fortsatta tävlingen och det ledde till att han vann även den sista prestigefyllda etappen med målgång på Champs-Elysées framför Robbie McEwen. Thor Hushovd blev därmed den förste cyklisten som vann första och sista etappen på Tour de France sedan Bernard Hinault 1982. Under säsongen 2006 vann Thor Hushovd sju tävlingar och etapper som ingick i UCI ProTour. Bland annat vann han etapp 6 av Vuelta a España. Han bar också den guldfärgade ledartröjan under tre etapper i Vuelta a España och han vann tävlingens poängtävling sammanlagt.
Efter en tid utan några vinster vann Thor Hushovd slutligen den fjärde etappen på Tour de France 2007. Han slutade också tvåa på den första etappen efter Robbie McEwen.
Hushovd vann prologen på Paris-Nice 2008. Han vann också det franska etapploppets poängtävling. Under säsongen 2008 vann Hushovd också en etapp på Tour Méditerranéen och etapp 6 på Dunkirks fyradagars. Under Katalonien runt vann norrmannen prologen, etapp 1 och poängtävlingen. Han slutade också tvåa på etapp 4 efter fransmannen Sylvain Chavanel.
I juli vann norrmannen etapp 2 på Tour de France 2008. I slutet av säsongen lade Crédit Agricole ned sin verksamhet som stall och Hushovd blev i stället kontrakterad av det nyskapade stallet Cervélo TestTeam.
Hushovd vann i februari 2009 etapp 3 av Tour of California framför Oscar Freire och Mark Renshaw. Senare samma månad vann han semiklassikern Omloop Het Nieuwsblad framför Kevyn Ista och Juan Antonio Flecha. I mars slutade norrmannen trea på Milano-Sanremo bakom Mark Cavendish och Heinrich Haussler. Hushovd slutade också trea på Paris-Roubaix bakom Tom Boonen och Filippo Pozzato.
Hushovd vann senare prologen av Katalonien runt. Några dagar därpå slutade han tvåa på etapp 5 av tävlingen bakom ryssen Nikolaj Trusov. Etapp 6 vann Thor Hushovd framför Fabio Sabatini och Greg Henderson. I juni slutade norrmannen på tredje plats på etapp 3 av Schweiz runt bakom Mark Cavendish och Oscar Freire. Han slutade tvåa på etapp 3, 10 och 19 av Tour de France 2009 bakom Mark Cavendish. Hushovd vann etapp 6 av Tour de France 2009. Han blev utsedd till den mest offensive cyklisten på etapp 17 för att ta ytterligare poäng i poängtävlingen, som han ledde. När tävlingen var över stod det klart att Thor Hushovd hade vunnit poängtröjan i Tour de France.
2009 vann Hushovd även etapp 4 av Tour du Poitou Charentes et de la Vienne. Han slutade på tredje plats på etapp 1 av Tour of Missouri bakom Cavendish och Juan José Haedo. Dagen därpå slutade han på andra plats bakom Cavendish. Hushovd vann etapp 3 av Tour of Missouri framför Juan Jose Haedo och Dario Cataldo. Han slutade etapp 4 på andra plats bakom Haedo. Francesco Chicchi vann tävlingens 5:e etapp framför norrmannen.
2010 lyckades Hushovd komma på andra plats i Paris–Roubaix. I Tour de France lyckades han vinna den tredje etappen och i Vuelta a España vann han den sjätte etappen. Hushovd lyckades även bli norsk mästare i landsväg och världsmästare i landsväg. Han blev även vald till Norges bäste idrottare i hård kamp med Norges guldmedaljörer från vinter-OS i Vancouver.
Under Tour de France 2011 lyckades Hushovd ta den gula ledartröjan på den andra etappen sedan hans lag vunnit lagtempoetappen. Han lyckades behålla ledningen från den andra etappen till den nionde etappen. Hushovd lyckades bli topp 10 på alla de första åtta etapperna. På den trettonde etappen lyckades Hushovd vinna efter en utbrytning, trots att etappen innehöll en så kallad HC-stigning, Hors Catégorie. Han vann även etapp 16, också den efter en utbrytning.

## Stall
- Crédit Agricole 2000–2008
- Cervélo TestTeam 2009–2010
- Garmin-Cervelo 2011
- BMC Racing Team 2012–